# Huo’erqi (köpinghuvudort i Kina, Inner Mongolia Autonomous Region, lat 48,34, long 123,33)
Huo'erqi (kinesiska: 霍尔奇, 霍尔奇镇) är en köpinghuvudort i Kina. Den ligger i den autonoma regionen Inre Mongoliet, i den norra delen av landet, omkring 1 200 kilometer nordost om regionhuvudstaden Hohhot. Antalet invånare är 41 856. Befolkningen består av 20 077 kvinnor och 21 779 män. Barn under 15 år utgör 13,0 %, vuxna 15-64 år 79 %, och äldre över 65 år 6,0 %.
Runt Huo'erqi är det ganska glesbefolkat, med 28 invånare per kvadratkilometer. Det finns inga andra samhällen i närheten. Trakten runt Huo'erqi består till största delen av jordbruksmark.
Genomsnittlig årsnederbörd är 872 millimeter. Den regnigaste månaden är juli, med i genomsnitt 307 mm nederbörd, och den torraste är januari, med 8 mm nederbörd.